# Dajr az-Zaur
Dajr az-Zaur, též Derezor, (arabsky دير الزور‎) je město ve východní Sýrii v guvernorátu Dajr az-Zaur. Nachází se na řece Eufrat. V roce 2010 mělo 293 916 obyvatel, z nichž velkou část tvoří Kurdové.
Je centrem zemědělské oblasti (pěstování pšenice a bavlny), centrem potravinářského a textilního průmyslu. Město má vlastní letiště a je důležitou dopravní křižovatkou ležící na spojnici Damašku a Bagdádu. Město provozuje ropovod do Tripolisu v Libanonu. Během syrské občanské války v letech 2011 až 2017 však bylo město značně poškozeno.

## Historie
Dajr az-Zaur leží 85 km severozápadně od archeologického naleziště Dura Európos a 120 km severozápadně od zaniklého starověkého sumerského města Mari. Bylo důležitým obchodním místem mezi Římskou říší a Indií. Po dobytí královnou Zenobií se stalo součástí království Palmýra, později bylo zničeno během mongolské invaze do Persie.
Během Osmanské říše bylo město rozšířeno do současného rozsahu. V roce 1915 byly v okolí města zřízeny koncentrační tábory, které se staly hlavním cílem pochodů smrti během genocidy Arménů. Tyto události připomínal památník arménské genocidy postavený ve městě v roce 1991. Památník byl vyhozen do vzduchu jednotkami ISIS 21. září 2014.
V roce 1921 obsadila město Francie, která do města umístila velkou vojenskou posádku. Během druhé světové války byla v roce 1941 Vichistická Francie poražena britskými jednotkami během Operace Exporter a správa regionu byla předána Svobodné Francii. V roce 1946 se Dajr az-Zaur stal součástí nezávislé Syrské republiky.
Od vypuknutí syrské občanské války v roce 2011 ve městě probíhaly střety vládních jednotek a povstalců. V květnu 2013 byl zničen železobetonový visutý most pro pěší přes Eufrat. Most dlouhý 460 m byl postaven v roce 1927 během francouzského mandátu a tvořil jednu z dominant a turistických atrakcí města. Od roku 2014 bylo město pod útokem tzv. Islámského státu, který postupně získal nad většinou města kontrolu. Od září 2017 byl Islámský stát z oblasti vytlačován a na začátku listopadu 2017 bylo město dobyto syrskou armádou s leteckou podporou Ruska.